# Homophyton vickersi
Homophyton vickersi är en korallart som först beskrevs av Benham 1928.  Homophyton vickersi ingår i släktet Homophyton och familjen Anthothelidae. Inga underarter finns listade i Catalogue of Life.